# Coupe du Brésil de football 2014
Navigation
Édition précédente Édition suivante
La Coupe du Brésil de football 2014 est la 26e édition de la Coupe du Brésil de football.
La compétition a débuté le 19 février 2014 et s'est terminée le 26 novembre 2014.

## Format
La compétition se joue en matchs aller et retour.
Le premier tour est composé de 80 participants, les 40 vainqueurs participent au deuxième tour, les 20 vainqueurs sont rejoints par 12 équipes de première division pour le troisième tour. Lors des deux premiers tours, si l'équipe visiteuse gagne par au moins deux buts d'écart le match retour est annulé.
Les vainqueurs du troisième tour participent aux huitièmes de finale, jusqu'à la finale les matchs se déroulent également en aller et retour, en cas d'égalité la règle du but extérieur est appliquée, sinon une séance de tirs au but départage les équipes.
Le vainqueur se qualifie pour la Copa Libertadores 2015. 

## Finales
| 12 novembre 2014 | Clube Atlético Mineiro | 2 – 0   | Cruzeiro Esporte Clube | Stade de l'Indépendance, Belo Horizonte |                      |
|                  |                        | (1 - 0) |                        | Spectateurs : 18 578                    | Spectateurs : 18 578 |

| 26 novembre 2014 | Cruzeiro Esporte Clube | 0 – 1   | Clube Atlético Mineiro | Mineirão, Belo Horizonte |                      |
|                  |                        | (0 - 1) |                        | Spectateurs : 39 782     | Spectateurs : 39 782 |

Le Clube Atlético Mineiro remporte sa première Coupe du Brésil.